# Fuerza de Coriolis-Stokes
En dinámica de fluidos, la fuerza de Coriolis-Stokes es un forzamiento del flujo medio en un fluido en rotación debido a la interacción del efecto Coriolis y la deriva de Stokes inducida por las olas. Esta fuerza actúa sobre el agua independientemente de la tensión del viento.
Este forzamiento lleva el nombre de Gaspard-Gustave Coriolis y George Gabriel Stokes, dos científicos del siglo XIX. Los primeros estudios importantes sobre los efectos de la rotación de la Tierra en el movimiento ondulatorio —y los consiguientes efectos forzantes en la circulación oceánica media— fueron realizados por Ursell y Deacon (1950), Hasselmann (1970) y Pollard (1970).
El forzamiento de Coriolis-Stokes en la circulación media en un sistema de referencia euleriano fue dado por primera vez por Hasselmann (1970):
{\displaystyle \rho {\boldsymbol {f}}\times {\boldsymbol {u}}_{S},}
que se añadirá al forzamiento de Coriolis común {\displaystyle \rho \times {\hat {u}}.} Aquí {\displaystyle {\hat {u}}} es la velocidad de flujo promedio en un sistema de referencia euleriano y {\displaystyle {\hat {u}}_{S}} es la velocidad de deriva de Stokes, siempre que ambas sean velocidades horizontales (perpendiculares a {\displaystyle {\hat {z}}}). Además, {\displaystyle \rho } es la densidad del fluido, {\displaystyle \times } es el operador producto vectorial, {\displaystyle {\hat {f}}=f{\hat {\hat {z}}}} donde {\displaystyle f=2\Omega \sin \phi } es el parámetro de Coriolis (donde {\displaystyle \Omega } es la velocidad angular de rotación de la Tierra y {\displaystyle \sin \phi } es el seno de la latitud) y {\displaystyle {\hat {\hat {z}}}} es el vector unitario en la dirección vertical hacia arriba (opuesto a la gravedad de la Tierra).
Dado que la velocidad de deriva de Stokes {\displaystyle \mathbf {u} _{S}} está en la dirección de la propagación de la onda, y {\displaystyle \mathbf {f} } está en la dirección vertical, el forzamiento de Coriolis-Stokes es perpendicular a la dirección de propagación de la onda (es decir, en la dirección paralela a las crestas de la onda). En aguas profundas, la velocidad de deriva de Stokes es {\displaystyle \mathbf {u} _{S}=\mathbf {c} \,(ka)^{2}\exp(2kz)} donde {\displaystyle \mathbf {c} } es la velocidad de fase de la onda, {\displaystyle k} es el número de onda, {\displaystyle a} es la amplitud de la onda y {\displaystyle z} la coordenada vertical (positiva en la dirección ascendente opuesta a la aceleración gravitacional).